# Beauzac
Beauzac – miejscowość i gmina we Francji, w regionie Owernia-Rodan-Alpy, w departamencie Górna Loara.
Według danych na rok 1990 gminę zamieszkiwało 1955 osób, a gęstość zaludnienia wynosiła 54 osoby/km² (wśród 1310 gmin Owernii Beauzac plasuje się na 110. miejscu pod względem liczby ludności, natomiast pod względem powierzchni na miejscu 124).